# Kägelkaktus
Kägelkaktus (Echinocereus engelmannii) är en suckulent växtart inom släktet kägelkaktusar (Echinocereus) och familjen kaktusväxter. Den växer i torra områden, som Mojaveöknen och Sonoraöknen, i sydvästra USA och nordvästra Mexiko, i delstaterna Kalifornien, Nevada, Utah, Arizona, Baja California och Sonora.
Blommorna är trattformade, 6–9 centimeter vida och klart rödrosa till magentafärgade. 
Artepitetet engelmannii hedrar den amerikanska botanikern Georg Engelmann. 
Den förekommer inom handel som krukväxt. 

## Synonymer
Cereus engelmannii Parry ex Engelmann
Echinocereus engelmannii var. armatus L. D. Benson
Echinocereus engelmannii var. chrysocentrus (Engelmann & Bigelow) Rümpler
Echinocereus engelmannii var. howei L. D. Benson